# Kamienica przy placu Wolności 12 w Katowicach
Kamienica przy placu Wolności 12 w Katowicach – zabytkowa kamienica biurowa, położona przy placu Wolności 12 w Katowicach-Śródmieściu.
Została ona wybudowana w latach 1874–1875 (bądź 1874–1876) z cegły w stylu modernistycznym. Za projekt kamienicy odpowiadał prawdopodobnie M. Goldstein. W 1900 roku kamienicę powiększono o jedną kondygnację. W 1934 roku kamienica stała się siedzibą dzisiejszej Izby Rzemieślniczej oraz Małej i Średniej Przedsiębiorczości w Katowicach. Sama zaś Izba została powołana w czerwcu 1922 roku i jest największą organizacją gospodarczą w regionie.
W dniu 11 sierpnia 1992 roku wpisano ją do rejestru zabytków pod numerem A/1492/92 (obecnie A/1040/22) – granice ochrony obejmują cały budynek. Gmach wpisany jest także do gminnej ewidencji zabytków miasta Katowice. Powierzchnia zabudowy budynku wynosi 498 m², posiada ona cztery kondygnacje nadziemne i podpiwniczenie.
Na początku lutego 2022 roku w systemie REGON pod tym adresem zarejestrowanych było 19 aktywnych podmiotów gospodarczych. Kamienica była wówczas m.in. siedzibą Izby Rzemieślniczej oraz Małej i Średniej Przedsiębiorczości w Katowicach.